# 양종수
양종수(梁淙琇, 1958년 11월 14일 ~ )는 대한민국의 군인이다.
1981년 육사 37기로 임관하였으며 이후 육군사관학교 교장 직위를 끝으로 육군 중장 예편하였다.

## 학력
- 1971년 제주북초등학교 졸업
- 1974년 오현중학교 졸업
- 1977년 제주제일고등학교 졸업
- 1981년 육군사관학교 37기 문학사
- 1983년 육군기계화학교 졸업
- 1985년 육군포병학교 졸업
- 1988년 육군보병학교 졸업
- 2001년 동국대학교 대학원 행정학과 행정학 석사

## 경력
- 1981.03. 육군 소위 임관
- 육군 수도방위사령부 경비중대장(대위)
- 국방부 차관 예하 비서관(대위 → 소령)
- 국방부 차관 예하 비서관 재직 시절 소령 진급.
- 육군 제53향토보병사단 대대장(중령)
- 육군 제76동원보병사단 참모장 보임과 동시에 대령 진급.
- 2004.06.~2005.11. 육군 제27보병사단 제78보병연대장(대령)
- 2005.11.~2007.11. 육군본부 정보작전지원참모부 부대계획과장
- 2007.11.~2008.04. 육군 수도군단 참모장(준장)
- 2008.04.~2009.11. 육군본부 정보작전지원참모부 계획편제처장
- 2009.11.~2011.11. 육군 제30기계화보병사단장(소장)
- 2011.11.~2012.05. 육군 제1야전군사령부 참모장
- 2012.05.~2012.11. 육군본부 정보작전지원참모부장
- 2012.11.~2014.04. 육군 제2군단장(중장)
- 2014.04.~ 2015 육군사관학교장
- 2015년 11월 3일 육군 중장 예편
- 2017 ~ 현재  상명대학교 석좌교수

## 같이 보기
- 김영식
- 박지만
- 박찬주
- 신원식
- 엄기학
- 전인범

| 전임 박선우 | 제44대 대한민국 육군 제2군단장 2012년 11월 5일 ~ 2014년 4월 | 후임 고현수 |